# Unsere Liebe Frau (Gasseltshausen)

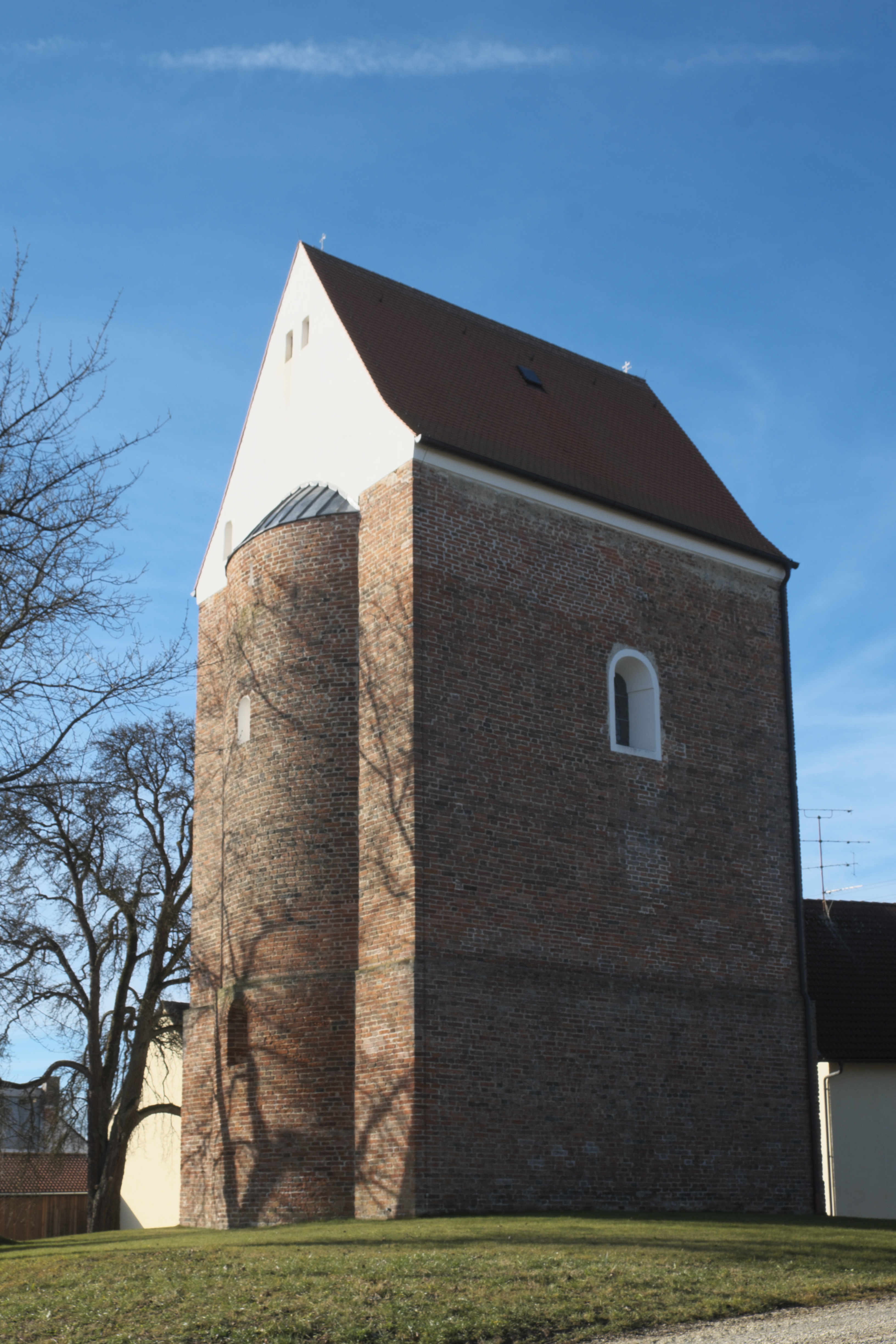
Filialkirche Unsere Liebe Frau

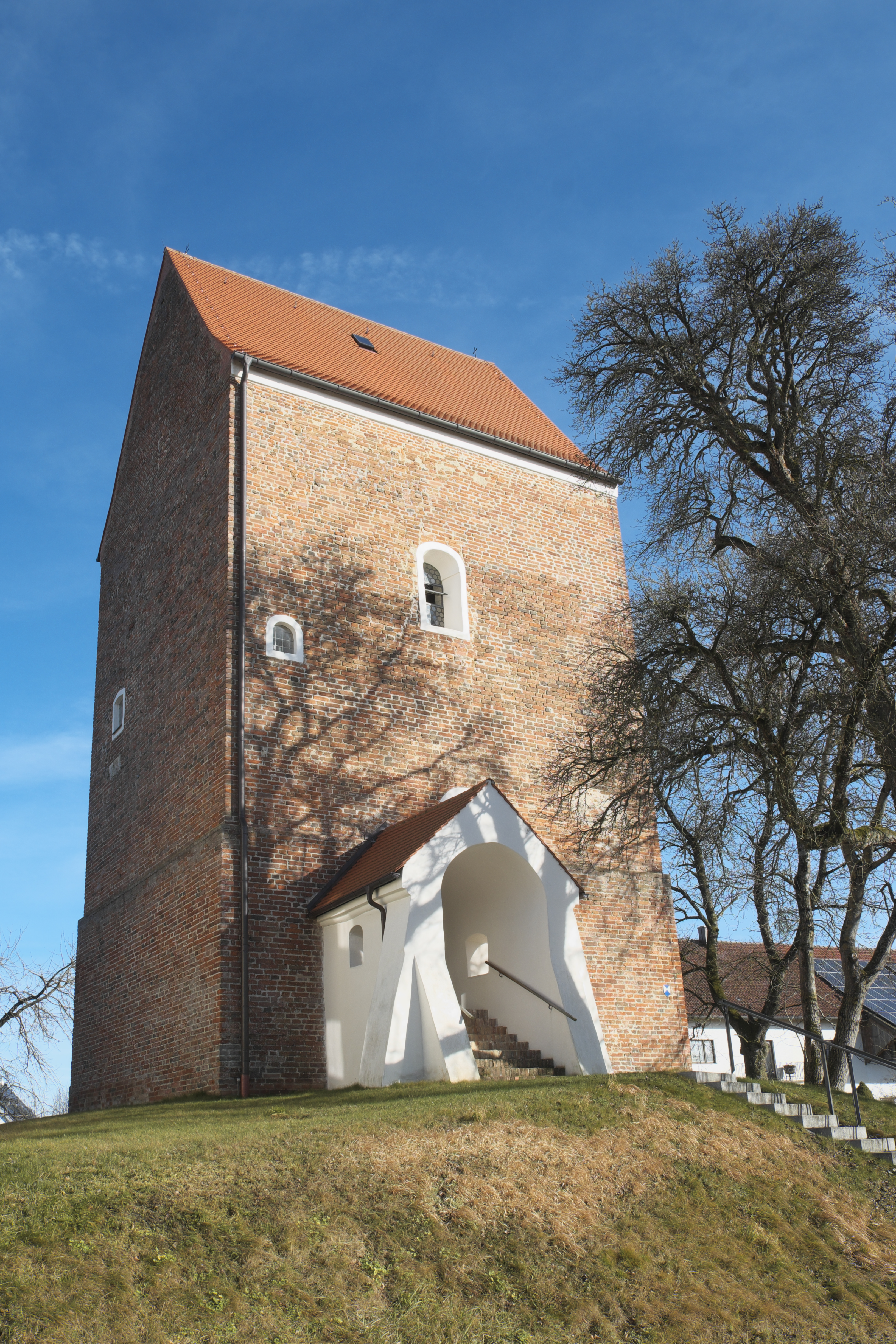
Eingang an der Südseite

Die katholische Filialkirche Unsere Liebe Frau ist eine romanische Doppelkapelle mit profanem Obergeschoss in Gasseltshausen, einem Ortsteil von Aiglsbach im niederbayerischen Landkreis Kelheim. Das Gebäude, fälschlicherweise auch als Römerturm bezeichnet, steht auf der Liste der geschützten Baudenkmäler in Bayern. Die Anlage wird auch als Bodendenkmal unter der Aktennummer D-2-7336-0148 im Bayernatlas als „untertägige mittelalterliche und frühneuzeitliche Befunde im Bereich der Kath. Kirche Unsere Liebe Frau in Gasseltshausen, darunter die Spuren von Vorgängerbauten bzw. älteren Bauphasen. Burgstall des Mittelalters“ geführt. 

## Geschichte
Zur Entstehungsgeschichte der Gasseltshauser Kirche gibt es verschiedene Theorien. Vermutlich geht sie auf einen Wohnturm aus dem frühen 13. Jahrhundert zurück. Möglicherweise wurde der untere Teil bereits im frühen 12. Jahrhundert als kleine Kirche errichtet, auf die in der zweiten Hälfte des 13. Jahrhunderts ein wehrhafter Turm aufgebaut wurde. Auch könnte bereits im 12. Jahrhundert von den Herren von Gosseltshausen ein Wohnturm errichtet worden sein, der nach ihrem Aussterben als Kirche genutzt und von den späteren Besitzern wieder zum Wohnturm um- und ausgebaut wurde.
Der Ort Gasseltshausen wurde in früherer Zeit auch als Gosseltshausen und ähnlich bezeichnet. Daher ist nicht eindeutig zu klären, ob das Adelsgeschlecht der Herren von Gosseltshausen in Gasseltshausen oder in Gosseltshausen, heute ein Ortsteil von Wolnzach im oberbayrischen Landkreis Pfaffenhofen an der Ilm, beheimatet waren. Ab dem Spätmittelalter setzte sich zur Unterscheidung von Gosseltshausen der Name Hohengosseltshausen für Gasseltshausen durch.
Im Jahr 1378 wird ein Hans Leutenbeck zu Gozzeltshausen als Besitzer von Gasseltshausen genannt. „1392 verkauft Wilhalm der Lewtenbeck zu Lewtenbach um 240 ungarische Gulden den Sedelsitz und Bau zu Gosseltzhausen mit allen zugehörigen Gülten und Grundstücken und noch eine Ewiggül an Ulrich den Heiligstetter.“ Danach kamen die Hornbecken von Horneck in den Besitz. Auf dem Erbweg kam am 12. Dezember 1419 der Sitz zu Gotzholtzhausen an Gabeyn der Trawner. Aufgrund einer nicht eingelösten Verpfändung gelangte Gasseltshausen 1421 an Andre dem Werder. Am 13. Oktober 1423 verkauften Andreas Werder, Bürger zu Freising, und seine Frau Anna „ihr Gut zu Gossolzhausen, den Sitz und den Turm wie oben schon geschrieben, um 275 ungarische Gulden an Simon den Perkhaymer, welcher zusammen mit seiner Frau Anna das Ganze 1431 an Vivianz Ahaimer abstößt.“ Von Vivianz Ahaimer zu Ratzenhofen gelangte der Besitz 1458 als freies Eigentum an seinen Sohn Heinrich Ahaimer. 1463 verkauften Heinrich Ahaimer, seine Schwestern Barbara und Elisabeth, beides Nonnen, und seine Mutter Anna Glärr das „Dorf Hohengasselzhausen, die ganze Hofmark, den Turm, Burgstall, 2 Teile des Zehents und alle zugehörigen Gilten und Güter.“ an Wiguleus von Weichs, Pfleger zu Friedberg, der es 1468 zusammen mit der Hofmark Leitenbach an das Kloster Biburg verkaufte.
Im Jahr 1657 fanden Reparaturen am Giebelgeschoss statt. 1760 wurde der Dachstuhl erneuert.

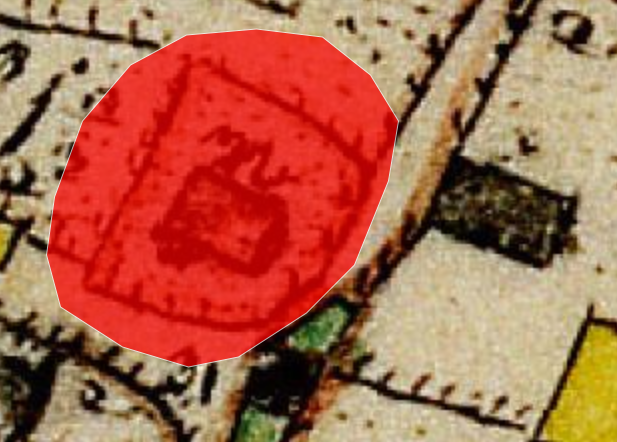
Lageplan von Unsere Liebe Frau (Gasseltshausen) auf dem Urkataster von Bayern

## Architektur
Die Kirche in Gasseltshausen gehört zu den frühesten Backsteinbauten in Altbayern. Für eine genaue zeitliche Einordnung fehlen allerdings eindeutige Belege. Die vereinzelte Verwendung von mit Flechtband und Rosetten verzierten Schmuckziegeln in den Außenmauern lassen Vergleiche zu mit Backsteinbauten in der Lombardei, die in der ersten Hälfte des 12. Jahrhunderts errichtet wurden. Da Doppelkapellen als auch Anlagen mit profanem Obergeschoss stets mit Burgen oder Edelsitzen verbunden waren, wird dies auch für Gasseltshausen angenommen. Die ursprüngliche Funktion dieser Anlagen ist allerdings nicht genau geklärt.
Der zweigeschossige, unverputzte Ziegelbau besteht aus einem quadratischen Turm mit Satteldach. An der Ostseite schließt sich die Apsis in Form einer segmentbogigen Ausbuchtung an, die bis zur Traufhöhe reicht.
Die Unterkapelle, deren Mauern bis zu 2,70 Meter stark sind, wird über einen kleinen Treppenvorbau an der Südseite betreten. Sie wird von einem Tonnengewölbe gedeckt und öffnet sich zu einer flachen, aus der Mauerstärke ausgesparten Apsis. Auf halber Höhe der Westwand führt ein Treppenschacht zur Oberkapelle, der wahrscheinlich erst in späterer Zeit durchgebrochen wurde.
An der Westwand der Oberkapelle ist noch ein früherer, jetzt zugemauerter Einstieg zu erkennen, der wohl ursprünglich der einzige Zugang zu diesem Raum war. Die Mauerstärke der Oberkapelle beträgt nur noch 1,50 Meter. Die Flachdecke über eine Voute wurde um 1760 eingezogen. In der Ostmauer sind neben der Apsis schmale Treppenschächte ausgespart, die zum Dachgeschoss führen, was als ein Hinweis auf ein ehemaliges profanes Obergeschoss gewertet wird. Diese dritte Etage wurde vermutlich 1657 beseitigt, als man Reparaturen am eingestürzten Giebel vornahm. Der Boden des heutigen Dachgeschosses, zu dem eine steile Holztreppe führt, liegt einen halben Meter über dem des ursprünglichen dritten Stockwerks, worauf Balkenlöcher in der Apsis hinweisen. Die Austrittsöffnungen neben der Apsis in der Oberkapelle sind zugemauert.

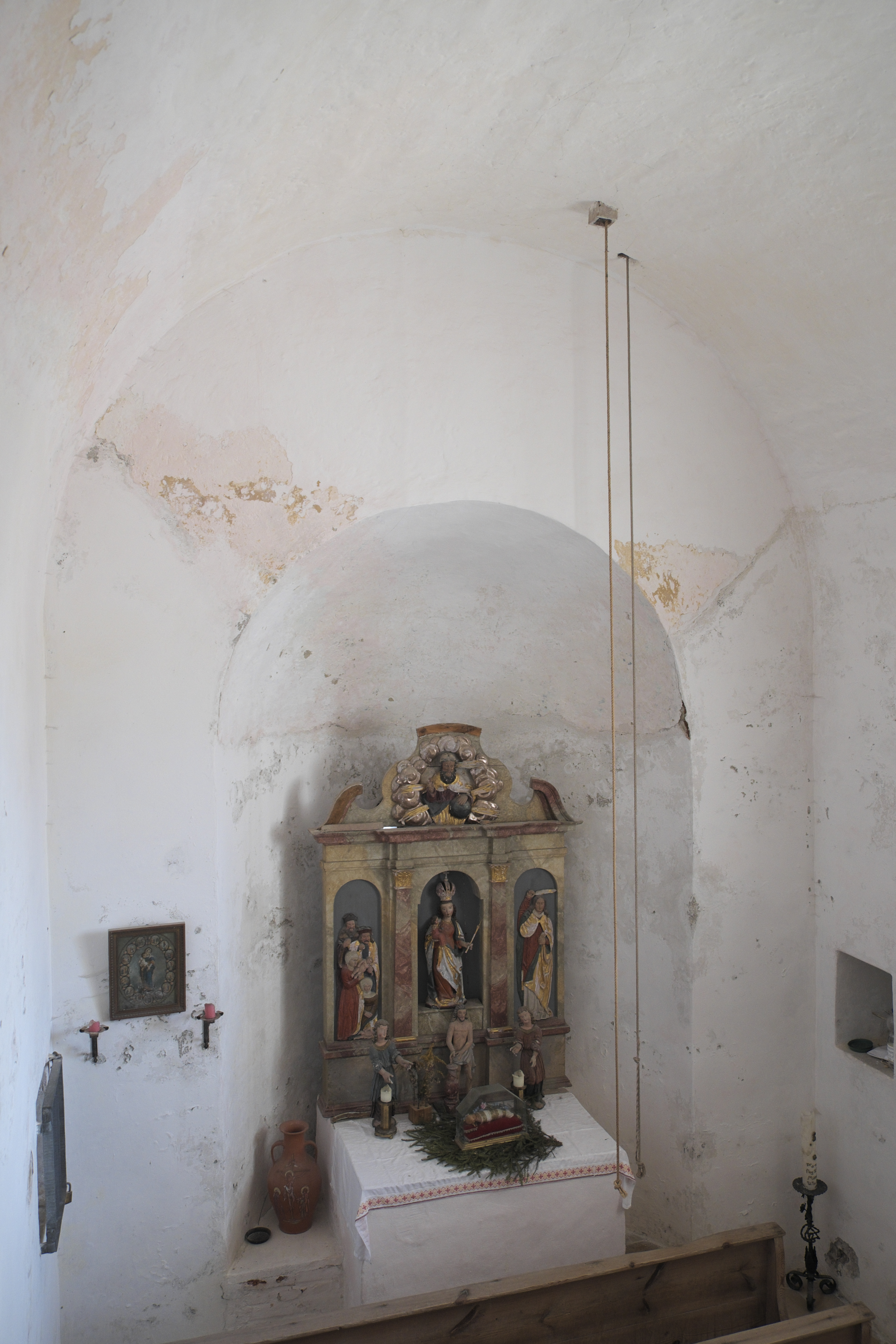
Untere Kapelle
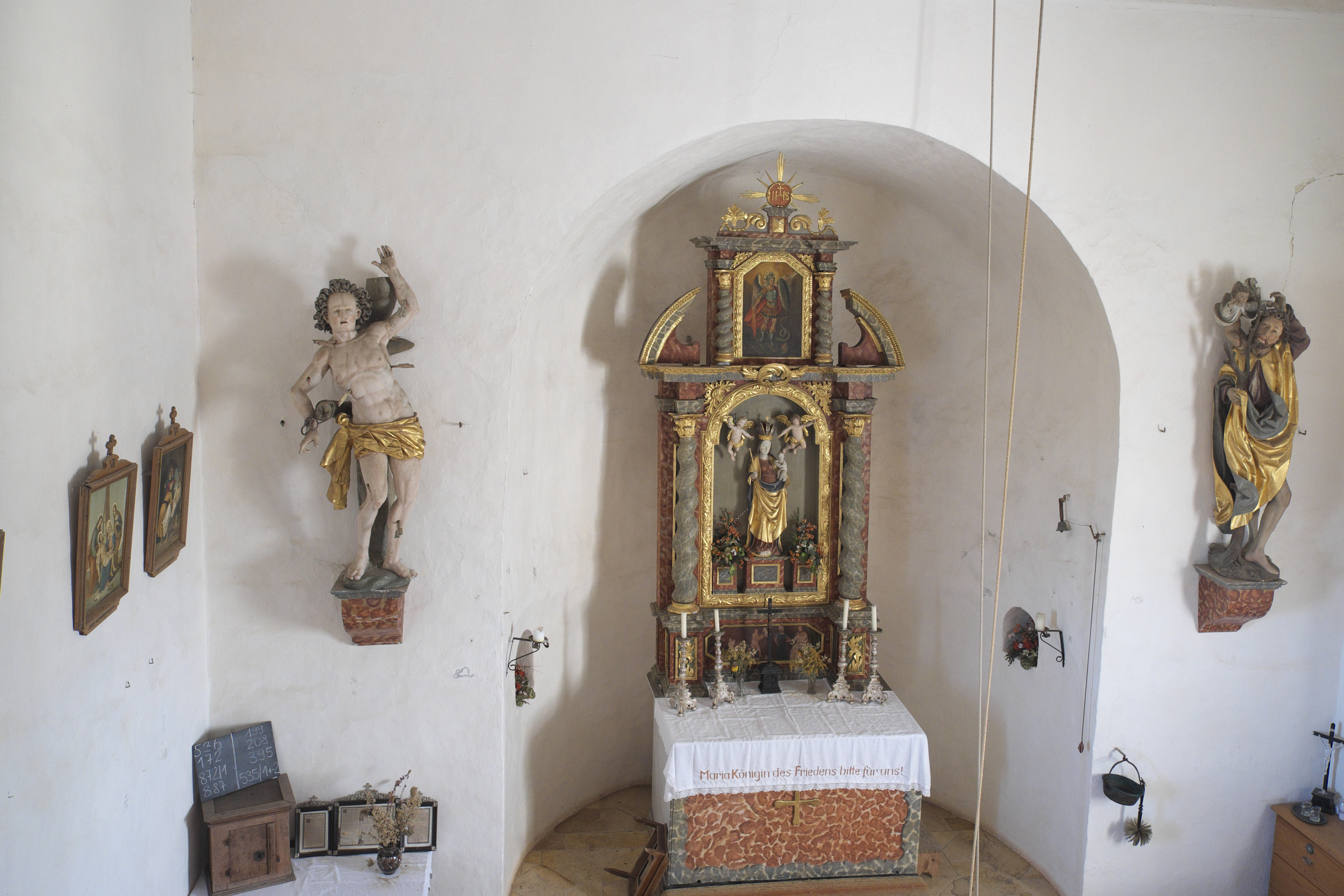
Obere Kapelle
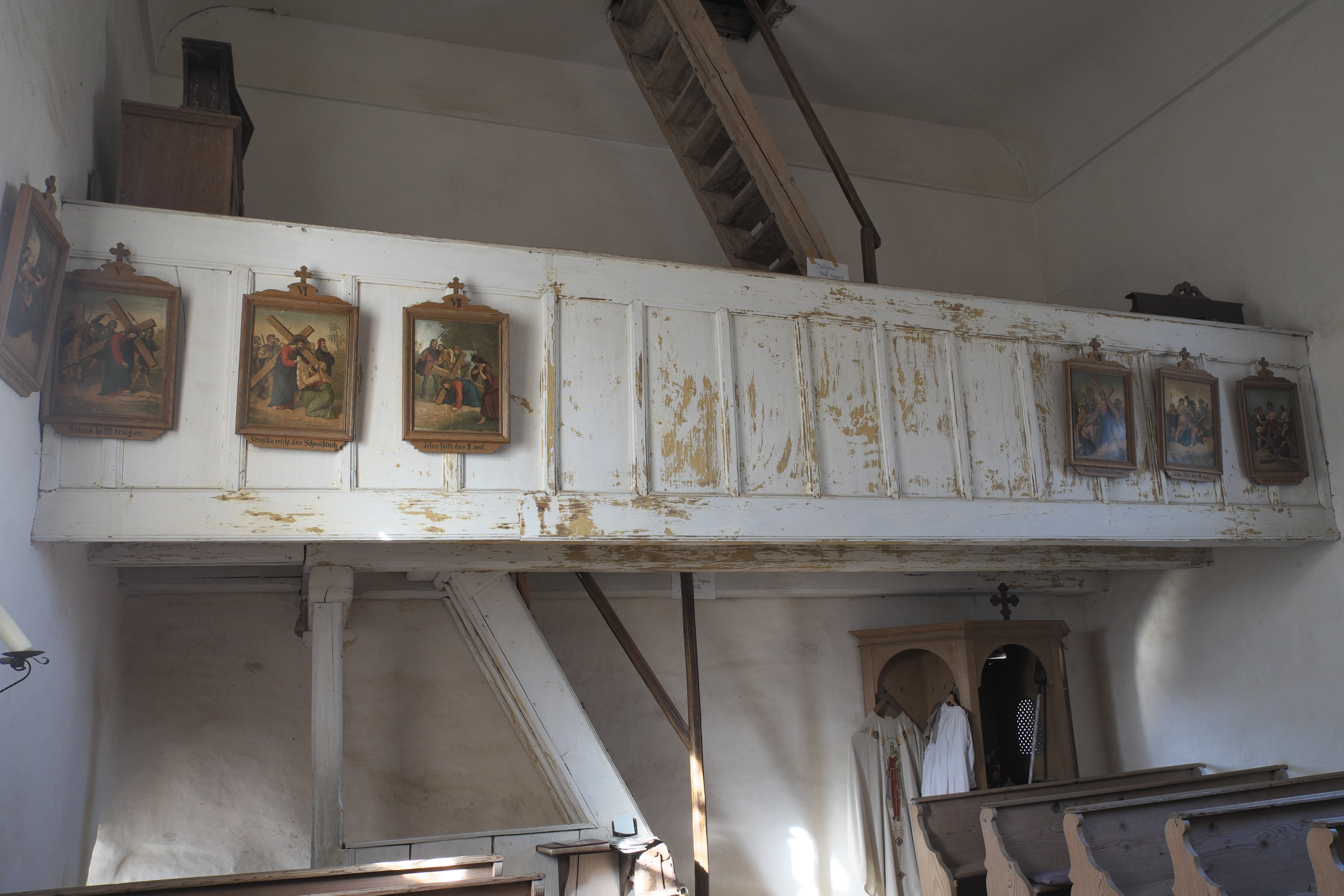
Empore in der oberen Kapelle, Zugang zum Dachgeschoss

## Ausstattung
- Der Altar der Unterkapelle besitzt zwei Flügelreliefs aus dem frühen 16. Jahrhundert. Auf dem linken Relief ist die Tötung der Unschuldigen Kinder dargestellt und auf dem rechten Relief der Erzengel Michael. Das um 1530 entstandene Gemälde der ursprünglichen Predella zeigt das von Engeln gehaltene Schweißtuch Christi. Das barocke Relief des Altarauszugs stellt Gottvater dar.
- In einer Wandnische ist eine Holzfigur einer Madonna mit Kind untergebracht.
- Der 41 cm lange Schlüssel in der Nische neben der Madonna stammt noch aus gotischer Zeit und gehörte vermutlich zur unteren Kirchentür.

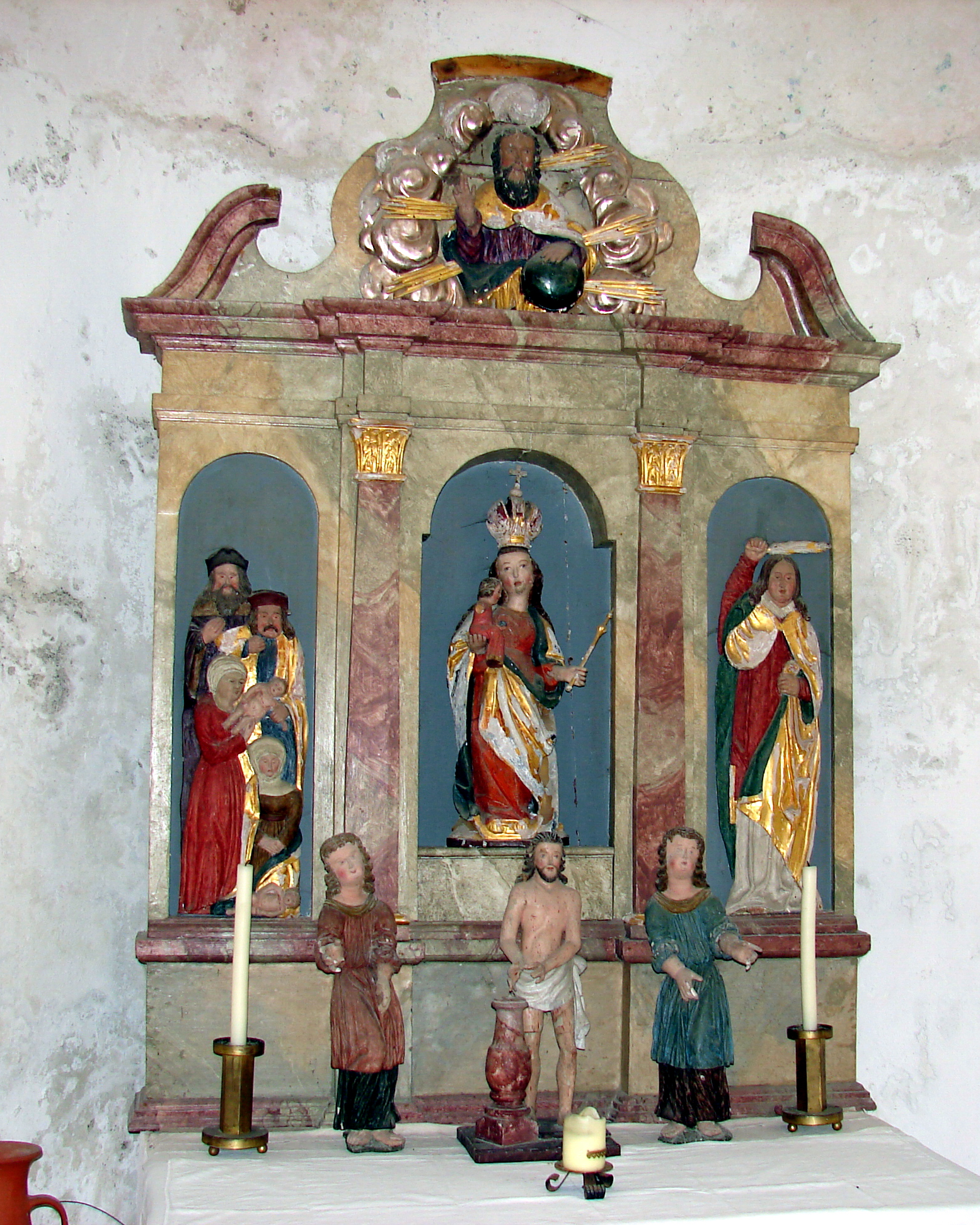
Altar der Unterkapelle
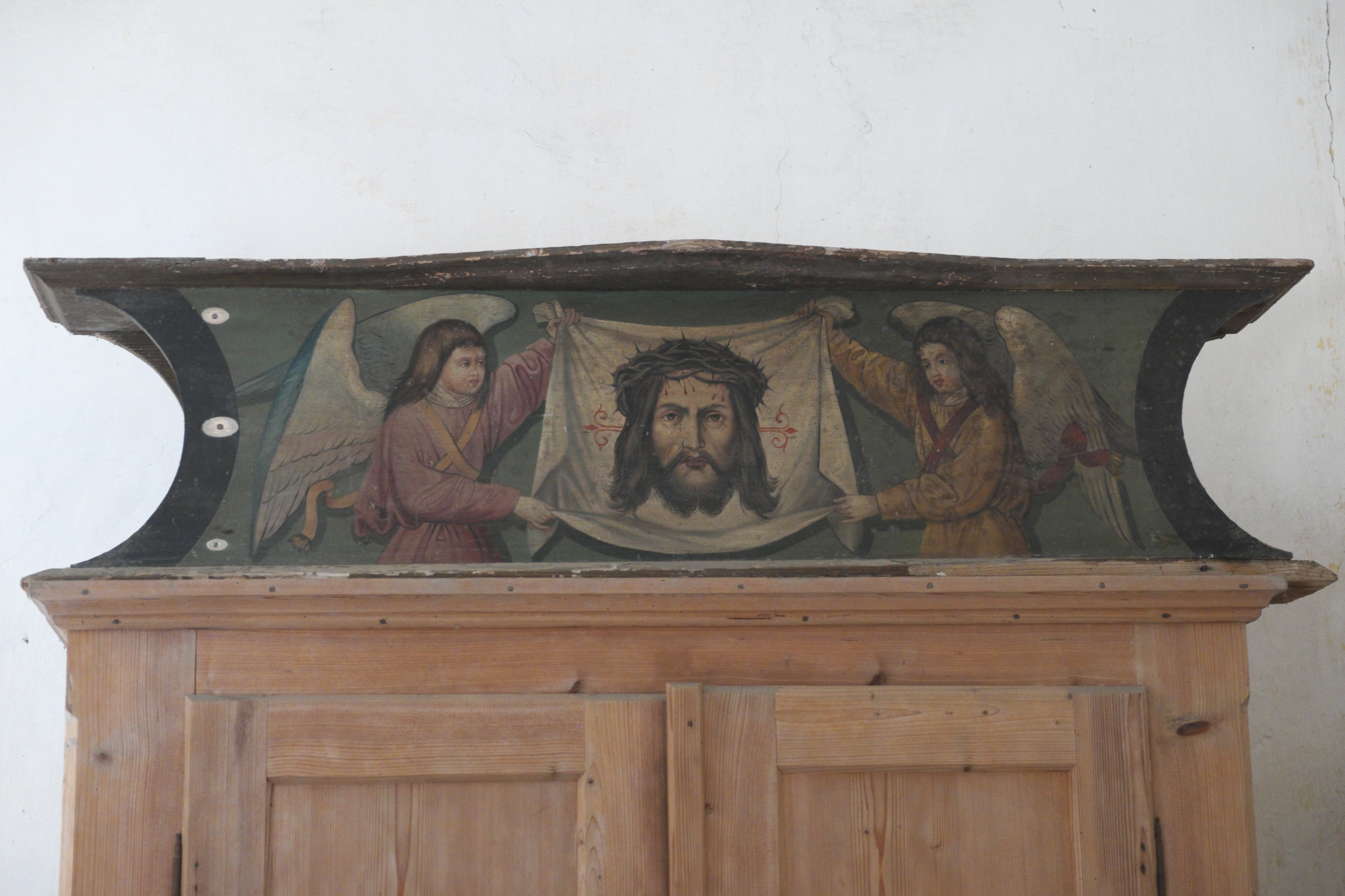
Gemälde der ehemaligen Predella des Altars der Unterkapelle
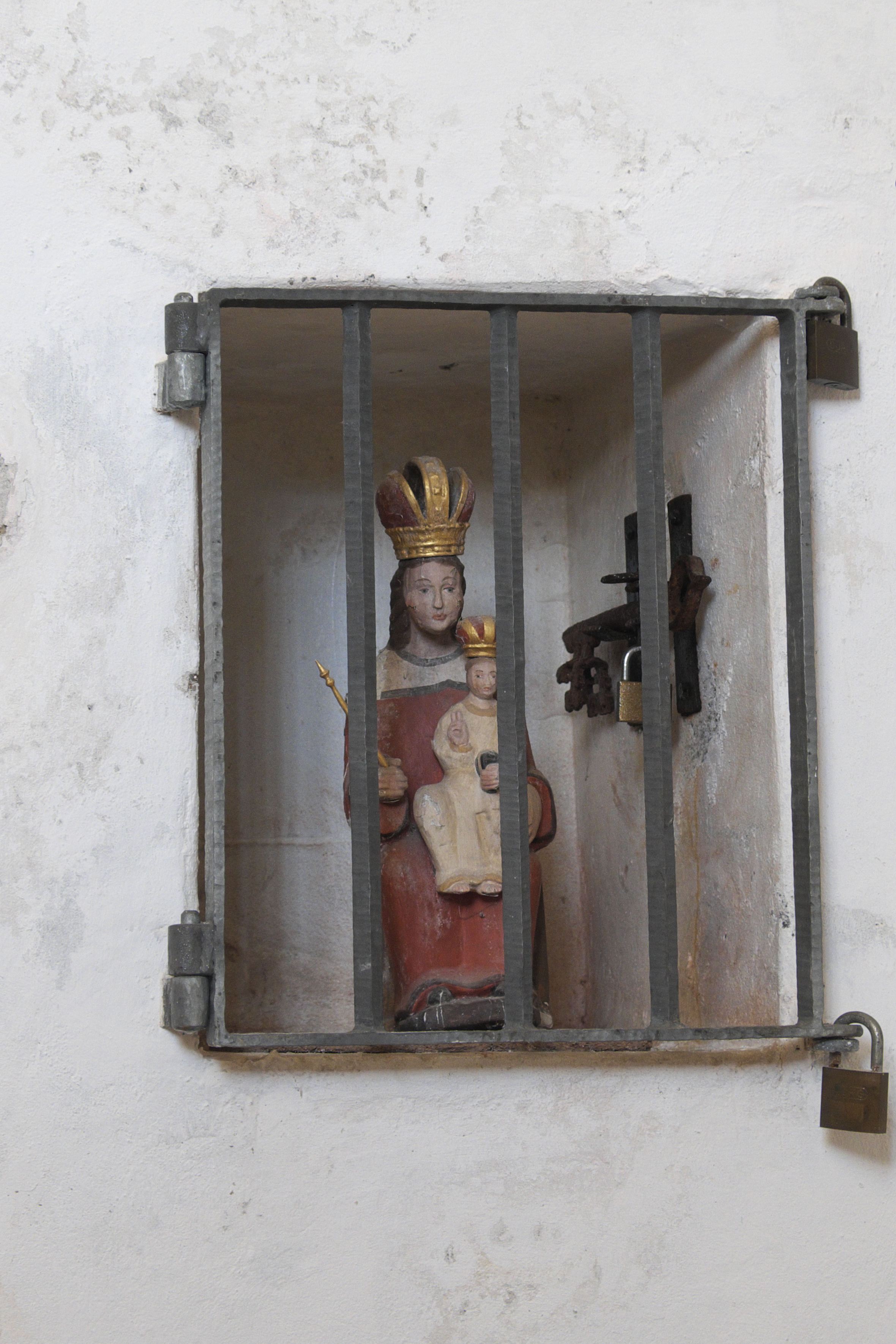
Madonna und Schlüssel

- Der Barockaltar mit gedrehten Säulen in der Oberkapelle wird in die zweite Hälfte des 17. Jahrhunderts datiert. Die spätgotische Holzfigur der Madonna mit Kind in der Mitte des Altars ist eine Arbeit aus der Zeit um 1480/90.
- Seitlich des Altars stehen auf Konsolen zwei lebensgroße Schnitzfiguren, links der heilige Sebastian aus der Zeit um 1640/50 und rechts der heilige Christophorus aus der Zeit um 1510/20.

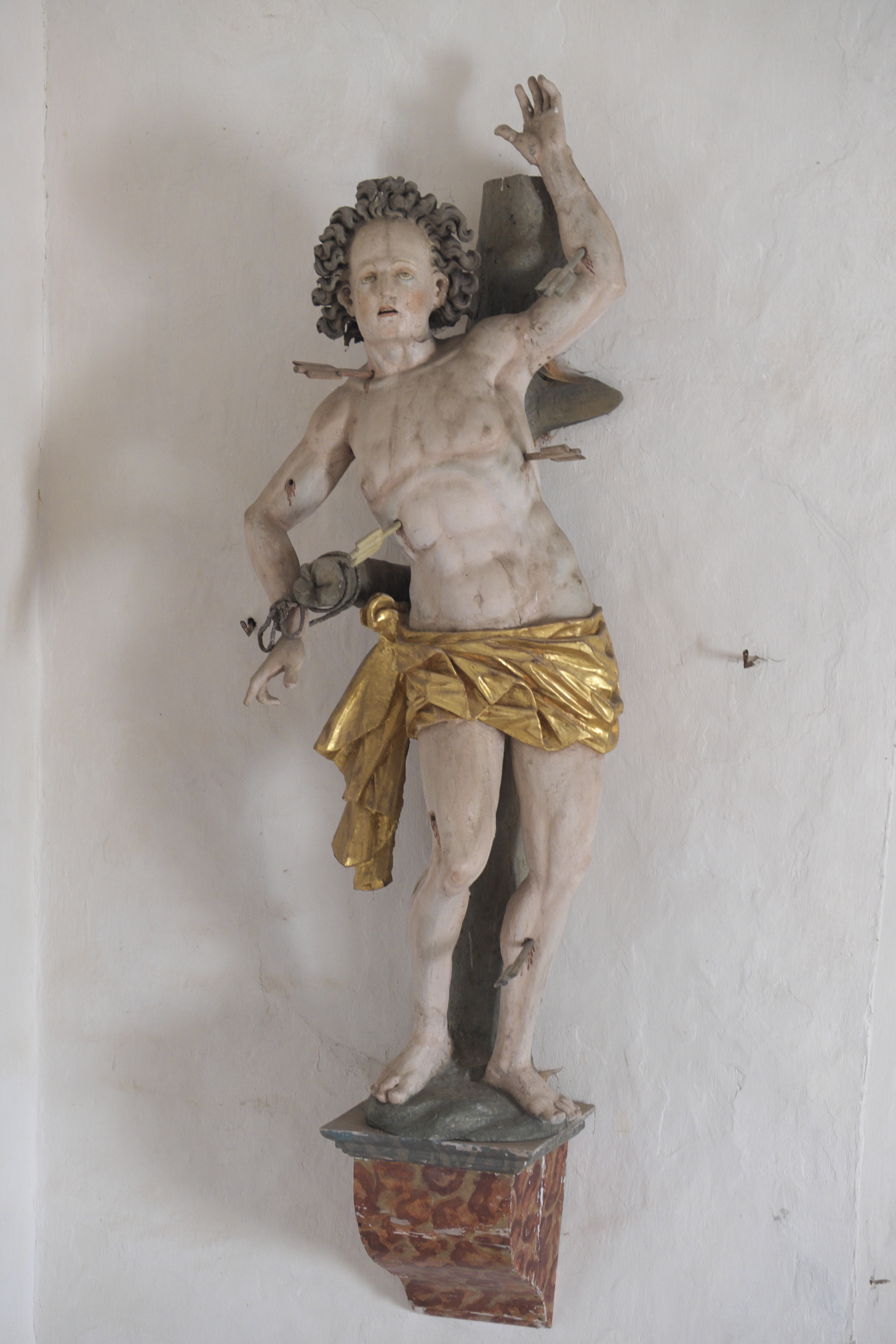
Heiliger Sebastian
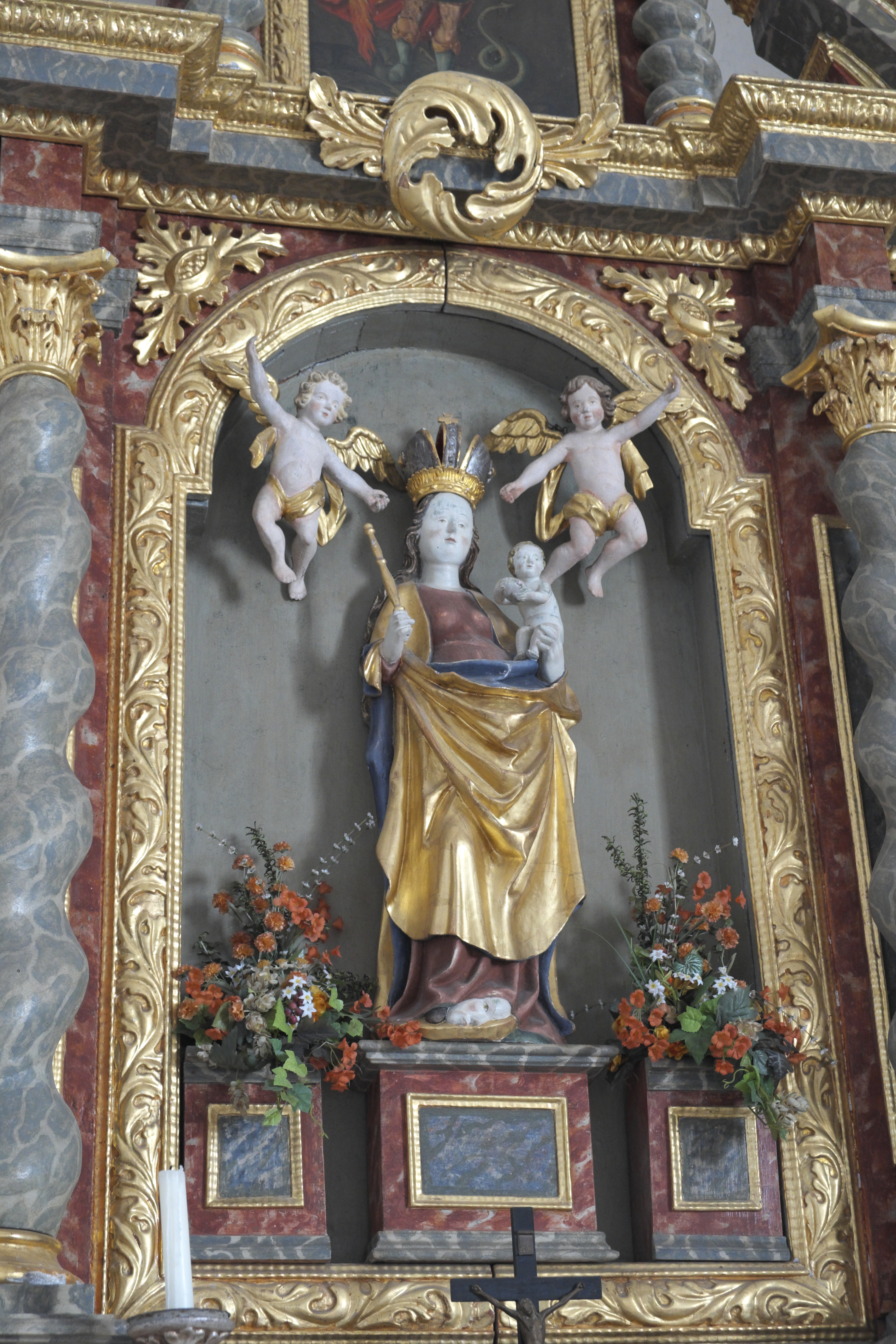
Altar der Oberkapelle
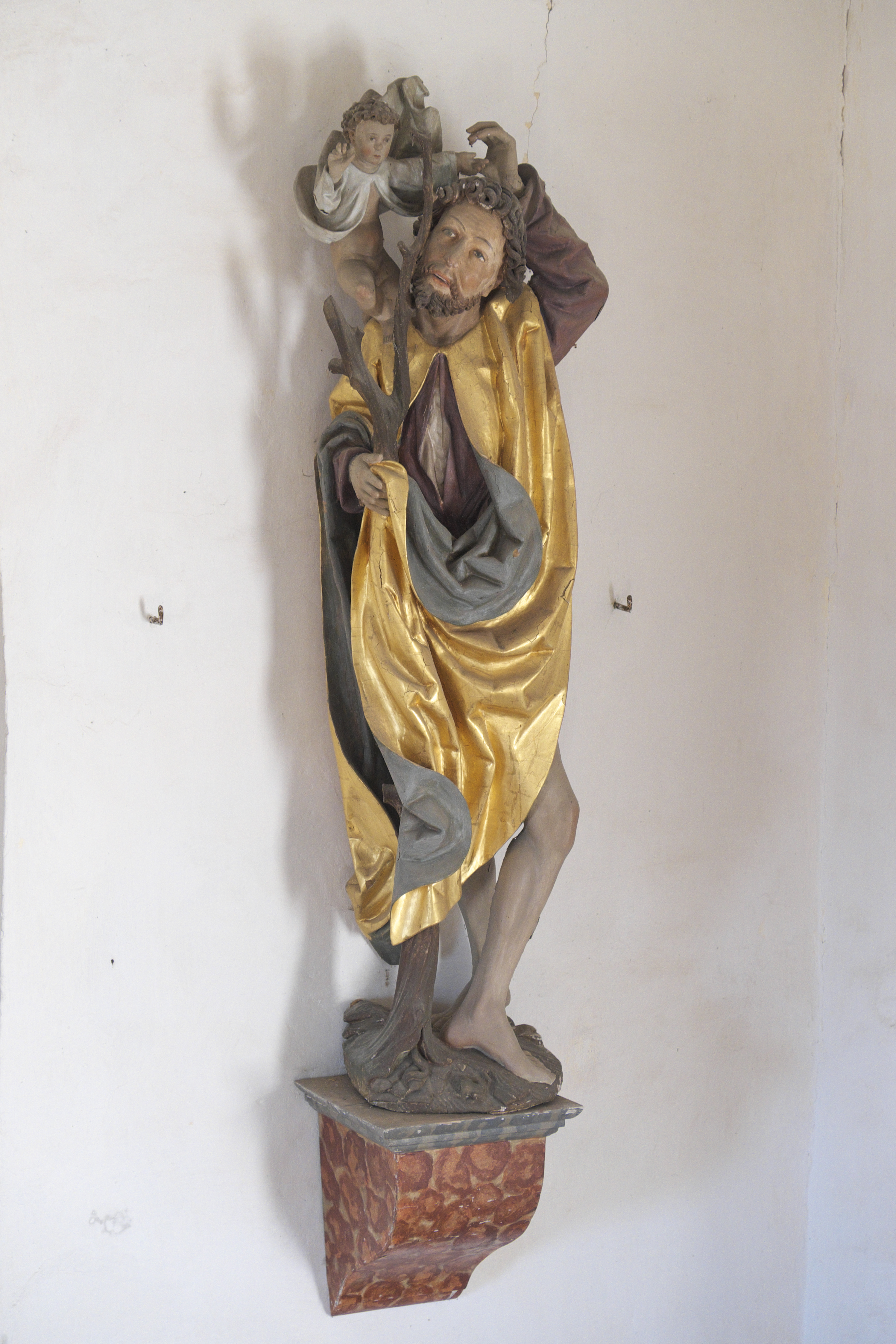
Heiliger Christophorus